# På gatan där jag bor
På gatan där jag bor, skriven av Orup, är en balladlåt som Lena Philipsson spelade in på sitt studioalbum "Det gör ont en stund på natten men inget på dan" 2004.
"På gatan där jag bor" släpptes på singel i början av 2005, och nådde som bäst 26:e plats på den svenska singellistan. Låten blev också en radiohit det året, och låg på Trackslistan i tre veckor under perioden 15-29 januari 2005, med 14:e plats som bästa placering där innan den.
Melodin testades även på Svensktoppen, där den låg i sex omgångar under perioden 30 januari -6 mars 2005 , med femteplats som bästa placering innan den lämnade listan .
November 2011 gjorde artisten Laleh i programmet Så mycket bättre säsong två en cover på låten. 

## Listplaceringar
| Lista (2005) | Topplacering |
| ------------ | ------------ |
| Sverige      | 26           |